# Thomas Sigsgaard
Thomas Jensen Sigsgaard (* 9. August 1909 in Kås, Son Jetsmart; † 14. Dezember 1997) war ein dänischer Psychologe. Durch Vorträge, Reden in der Presse und in populären TV-Programmen über Kinder hatte er großen Einfluss auf die Bildungsdebatte in Dänemark im 20. Jahrhundert.

## Leben
Sigsgaard war seit 1931 ausgebildeter Lehrer des Staatsministeriums. Er studierte anschließend von 1933 bis 1946 Psychologie. Ab 1940 wurde er  als Schulpsychologe  in Kopenhagen eingesetzt.
Sigsgaard war an der dänischen Widerstandsbewegung beteiligt. Nach Ende der deutschen Besatzung unternahm er Reisen in Dänemark zum Zweck seiner psychologischen Studien. Die Studie dokumentiert eine Verbindung zwischen schweren Problemen in der Kindheit und der während der Kriegsteilnahme geforderten Belastbarkeit der Probanden. Der Bericht fand internationale Beachtung.
Von 1956 bis 1957 war er im Dienst der  UNESCO als Berater für die indische Regierung tätig, und zwar  in Bezug auf schulische Fragen. 1958 wurde Sigsgaard Leiter der Abteilung für Pädagogische Psychologie/Grundlagenforschung an dem Nationalen Pädagogischen Institut. 1960 erhielt er eine Professur für Entwicklungspsychologie an der Dänischen Pädagogischen Universität (heute Danish University of Education).  Die Professur behielt er bis 1974.
Thomas Sigsgaard beteiligte sich auch in internationalen Gremien: Er war Mitglied des Internationalen Rates des New Education Fellowship 1949 bis 1967, Präsident der Gesellschaft für internationale Zusammenarbeit 1963 bis 1967, Mitglied des Rates für technische Zusammenarbeit mit den Entwicklungsländern von 1963 bis 1969 und des dänischen UNESCO-Nationalkomitee (Exekutivkomitee) von 1964 bis 1967. Er war Mitglied des Kooperationsausschusses für Sozialwissenschaften und Research Council des Instituts für Entwicklungsforschung.
Thomas Sigsgaard ist der Bruder des Kinderbuchautors Jens Sigsgaard (1910–1991). Er ist mit dem ehemaligen Folketing-Abgeordneten Erik Sigsgaard (* 1938) verwandt.

## Publikationen (Auswahl)
- Børn og psykologi: hvor står vi - hvad ved man? Hans Reitzels Forlag, Kopenhagen 1953.
- Psykologisk undersøgelse af mandlige landssvigere i Danmark under besættelsen. Denmark. Direktoratet for fængselsvæsenet, Kopenhagen 1954.
- Kammeratvalg i skoleklasser. En sociometrisk undersøgelse. Danmarks Pædagogiske Institut, Kopenhagen 1961.
- Familien. Munksgaard, Kopenhagen 1974.